# 671
671 (DCLXXI) fue un año común comenzado en miércoles del calendario juliano, en vigor en aquella fecha.

## Acontecimientos
- Pertarito vuelve de su exilio, tras la muerte de Grimoaldo, y se convierte en rey de los lombardos.
- 7 de diciembre: Ocurre un eclipse anular de sol visible desde el Tíbet hasta Magreb.[1]

## Nacimientos
- Sigeberto IV de Austrasia, rey de los francos (f. circa 679).

## Fallecimientos
- Grimoaldo I, rey de los lombardos (fecha aproximada)